# Plesiolebias lacerdai
 Plesiolebias lacerdai és un peix de la família dels rivúlids i de l'ordre dels ciprinodontiformes. Poden assolir fins a 2 cm de longitud total. Es troba a Sud-amèrica.